# Langøytangen fyr
Langøytangen fyr er et kystfyr helt mod syd på Langøya ud for Langesund i Bamble kommune i Vestfold og Telemark fylke i Norge.
Fyret blev oprettet i 1839 og den nuværende fyrvogterbygning, der ert et hvidt træhus er fra 1939. Der blev etableret en tågeklokke i 1887, horn i 1913, tyfon i 1953. I 1990 blev fyret automatiseret. Der er nu selvbetjent overnatningssted for turister i bygningerne.

## Eksterne kilder og henvisninger
- Norsk fyrliste 2012 (Webside ikke længere tilgængelig), Kystverket
- Langøytangen fyr Norsk Fyrhistorisk Forening
- Om fyret på Store Norske Leksikon